# 三瀬村 (高知県)
三瀬村（みせむら）は高知県中部、吾川郡に属していた村。現在のいの町の中西部、仁淀川左岸にあたる。

## 地理
- 河川：仁淀川

## 歴史
- 1889年（明治22年）4月1日 - 町村制の施行により、柳瀬村、楠瀬村、勝賀瀬村が合併して発足。
- 1955年（昭和30年）1月1日 - 伊野町に編入。同日三瀬村廃止。